# Hogeschool De Horst
Hogeschool de Horst was een kleinschalige hogeschool die zich richtte op de sociale studies. Er studeerden ongeveer 1350 studenten. Sinds 2005 is hogeschool de Horst onderdeel van de Hogeschool Utrecht. Vanaf september 2006 bevindt de hogeschool zich in Amersfoort, na 61 jaar in Driebergen te hebben gezeten. Vanaf september 2017 zijn alle opleidingen gevestigd in Utrecht.
Hogeschool de Horst bood vier opleidingen:
- Maatschappelijk werk en Dienstverlening
- Culturele maatschappelijke vorming
- Sociaal Pedagogische Hulpverlening
- Personeel en Arbeid